# Luisa Stefani
Luisa Veras Stefani (nacida el 9 de agosto de 1997 en São Paulo) es una jugadora de tenis brasileña, medallista olímpica y primera mujer brasileña, en la Era Abierta, en entrar en el Top 10 del ranking WTA. Especialista en dobles, tiene 10 títulos WTA, dos de ellos títulos WTA 1000, Toronto en 2021 y Guadalajara en 2022, y un título de Grand Slam en dobles mixtos en el Abierto de Australia 2023. En Tokio 2020, junto a Laura Pigossi, ganó el bronce, asegurando la primera medalla en la historia del tenis brasileño en los Juegos Olímpicos.
Luisa tiene un mejor ranking de dobles en la WTA de 9 logrado en noviembre de 2021. También tiene un mejor ranking de sencillos en la WTA de 431 logrado en mayo de 2019. 
Stefani hizo su debut en un cuadro principal de la WTA en el 2015 Brasil Copa a través de una wildcard.

## Grand Slam

### Dobles mixto

#### Campeón (1)
| Año  | Torneo               | Pareja       | Oponentes en la final     | Resultado   |
| 2023 | Abierto de Australia | Rafael Matos | Sania Mirza Rohan Bopanna | 7-6(2), 6-2 |

#### Finalista (1)
| Año  | Torneo    | Pareja        | Oponentes en la final          | Resultado      |
| 2025 | Wimbledon | Joe Salisbury | Kateřina Siniaková Sem Verbeek | 6-7(3), 6-7(3) |

## Juegos Olímpicos

### Dobles

#### Medalla de bronce
| Año  | Torneo     | Pareja        | Oponentes en la final              | Resultado        |
| 2021 | Tokio 2020 | Laura Pigossi | Veronika Kudermétova Elena Vesnina | 4-6, 6-4, [11-9] |

## Títulos WTA (10; 0+10)

### Dobles (10)
| Leyenda              |
| Grand Slam (0)       |
| Juegos Olímpicos (0) |
| WTA Finals (0)       |
| WTA 1000 (3)         |
| WTA 500 (3)          |
| WTA 250 (4)          |

| N.º | Fecha                    | Torneo         | Superficie | Pareja             | Oponentes en la final                   | Resultado              |
| --- | ------------------------ | -------------- | ---------- | ------------------ | --------------------------------------- | ---------------------- |
| 1.  | 28 de septiembre de 2019 | Tashkent       | Dura       | Hayley Carter      | Dalila Jakupović Sabrina Santamaria     | 6-3, 7-6(4)            |
| 2.  | 16 de agosto de 2020     | Lexington      | Dura       | Hayley Carter      | Marie Bouzková Jil Teichmann            | 6-1, 7-5               |
| 3.  | 15 de agosto de 2021     | Montreal       | Dura       | Gabriela Dabrowski | Darija Jurak Andreja Klepač             | 6-3, 6-4               |
| 4.  | 18 de septiembre de 2022 | Chennai        | Dura       | Gabriela Dabrowski | Anna Blinkova Natela Dzalamidze         | 6-1, 6-2               |
| 5.  | 23 de octubre de 2022    | Guadalajara II | Dura       | Storm Sanders      | Anna Danilina Beatriz Haddad Maia       | 7-6(4), 6-7(2), [10-8] |
| 6.  | 13 de enero de 2023      | Adelaida II    | Dura       | Taylor Townsend    | Anastasia Pavlyuchenkova Elena Rybakina | 7-5, 7-6(3)            |
| 7.  | 12 de febrero de 2023    | Abu Dabi       | Dura       | Shuai Zhang        | Shuko Aoyama Hao-Ching Chan             | 3-6, 6-2, [10-8]       |
| 8.  | 25 de junio de 2023      | Berlín         | Hierba     | Caroline Garcia    | Kateřina Siniaková Markéta Vondroušová  | 4-6, 7-6(8), [10-4]    |
| 9.  | 17 de febrero de 2024    | Catar          | Dura       | Demi Schuurs       | Caroline Dolehide Desirae Krawczyk      | 6-4, 6-2               |
| 10. | 2 de febrero de 2025     | Linz           | Dura (i)   | Tímea Babos        | Liudmila Kichenok Nadia Kichenok        | 3-6, 7-5, [10-4]       |

#### Finalista (8)
| N.º | Fecha                    | Torneo      | Superficie    | Pareja             | Oponentes en la final           | Resultado           |
| --- | ------------------------ | ----------- | ------------- | ------------------ | ------------------------------- | ------------------- |
| 1.  | 22 de septiembre de 2019 | Seúl        | Dura          | Hayley Carter      | Lara Arruabarrena Tatjana Maria | 6-7(7), 6-3, [7-10] |
| 2.  | 26 de septiembre de 2020 | Estrasburgo | Tierra batida | Hayley Carter      | Nicole Melichar Demi Schuurs    | 4-6, 3-6            |
| 3.  | 25 de octubre de 2020    | Ostrava     | Dura (i)      | Gabriela Dabrowski | Elise Mertens Aryna Sabalenka   | 1-6, 3-6            |
| 4.  | 13 de enero de 2021      | Abu Dabi    | Dura          | Hayley Carter      | Shuko Aoyama Ena Shibahara      | 6-7(5), 4-6         |
| 5.  | 27 de febrero de 2021    | Adelaida    | Dura          | Hayley Carter      | Alexa Guarachi Desirae Krawczyk | 7-6(4), 4-6, [3-10] |
| 6.  | 4 de abril de 2021       | Miami       | Dura          | Hayley Carter      | Shuko Aoyama Ena Shibahara      | 2-6, 5-7            |
| 7.  | 8 de agosto de 2021      | San José    | Dura          | Gabriela Dabrowski | Darija Jurak Andreja Klepač     | 1-6, 5-7            |
| 8.  | 21 de agosto de 2021     | Cincinnati  | Dura          | Gabriela Dabrowski | Samantha Stosur Shuai Zhang     | 5-7, 3-6            |

## Títulos WTA 125s

### Dobles (3–1)
| Resultado | Fecha                   | Torneos       | Superficie    | Pareja                 | Oponentes en la final                | Resultado           |
| --------- | ----------------------- | ------------- | ------------- | ---------------------- | ------------------------------------ | ------------------- |
| Campeona  | 26 de enero de 2019     | Houston       | Dura          | Ellen Perez            | Sharon Fichman Ena Shibahara         | 1-6, 6-4, [10-5]    |
| Campeona  | 16 de noviembre de 2020 | Newport Beach | Dura          | Hayley Carter          | Marie Benoît Jessika Ponchet         | 6-1, 6-3            |
| Finalista | 8 de mayo de 2021       | Saint-Malo    | Tierra batida | Hayley Carter          | Kaitlyn Christian Sabrina Santamaria | 6-7(4), 6-4, [5-10] |
| Campeona  | 27 de noviembre de 2022 | Montevideo    | Tierra batida | Ingrid Gamarra Martins | Quinn Gleason Elixane Lechemia       | 7-5, 6-7(6), [10-6] |